# Horus Sa
Pour les articles homonymes, voir Horus (homonymie).
Horus Sa  est peut-être un roi de la IIe dynastie pendant la période thinite, mais son existence en tant que roi n'est pas totalement assurée.

## Attestations
Les attestations d'Horus Sa sont proviennent toutes de Saqqarah :
- près de trente-neuf éléments de vaisselle en pierre fragmentaires, inscrits à l'encre rouge ou noire selon l'exemplaire et découverts dans les galeries-magasins situées sous la pyramide de Djéser[1],
- peut-être deux fragments de travertin découverts dans les galeries principales sous la pyramides de Djéser et comportant chacun les restes d'une inscription identique à celle des trente-neuf exemplaires découverts dans les galeries-magasins[2],
- une inscription, identique à nouveau, découverte dans les années 1980 à Saqqarah dans la zone des tombes de Maya et de Méryrê-Méryneith (alors inconnue lors de la découverte) ; Maya et Méryrê-Méryneith étant tous deux des fonctionnaires de la fin de la XVIIIe dynastie qui réutilisaient pour eux-mêmes les tombes de la IIe dynastie, environ 1 500 ans après le décès de leurs propriétaires originaux[3],[4].

Dans tous les cas, le nom Horus Sa n'apparaît pas dans un serekh et son identification en tant que nom d'Horus d'un roi est contestée. Le nom Horus Sa apparaît en effet toujours dans l'inscription Ḥw.t-kȝ Ḥrw-Zȝ (Maison du Ka d'Horus Sa), régulièrement trouvée avec les noms d'Inykhnoum et Ma'a-aper-Min, deux hauts fonctionnaires qui ont servi dans la maison du Ka. Durant la période thinite, la maison du Ka était un précurseur du temple mortuaire, un lieu où un culte au Ka d'un souverain décédé était célébré,.

## Identité
Jürgen von Beckerath, Dietrich Wildung et Peter Kaplony ont proposé que Sa est une forme abrégée du nom Horus Sanakht. Wolfgang Helck rejette cet argument au motif que les inscriptions à l'encre des galeries est du complexe pyramidal de Djéser datent d'avant le règne de Djéser, alors que Sanakht a régné après Djéser pendant la IIIe dynastie. De plus, les inscriptions mentionnant la Maison du Ka d'Hotepsekhemouy sont stylistiquement similaires à celle d'Horus Sa qui placerait Sa comme membre de la IIe dynastie puisque Hotepsekhemouy fut le premier chef de cette dynastie. Ainsi, Helck a proposé qu'Horus Sa soit le nom d'Horus d'un autre roi obscur de la IIe dynastie, Ouneg, dont le nom d'Horus est inconnu. L'égyptologue Jochem Kahl a récemment contesté cette hypothèse, identifiant Ouneg à Nebrê. Alternativement, Kaplony a reconstruit le nom Horus d'Ouneg à partir du fragment du Caire de la pierre de Palerme comme Ounegsekhemouy. Dans les deux cas, Horus Sa ne peut pas être le nom d'Horus d'Ouneg et les deux ne désigneraient pas le même roi. Par conséquent, Kaplony a assimilé Horus Sa à Nsw.t-bjty Wr-Za-Ḫnwm, Le roi de Haute et Basse-Égypte, Oursakhnoum et lui a attribué un règne de deux mois et vingt-trois jours durant l'interrègne entre Khâsekhemouy et Djéser. Cependant, l'hypothèse de Kaplony a été rejetée par la découverte de sceaux d'argile de Djéser dans la tombe de Khâsekhemouy, indiquant que le premier a immédiatement succédé et enterré le second. Horus Sa pourrait plutôt être le nom d'Horus de Séned ou un autre roi de la IIe dynastie, régnant à Memphis pendant la période troublée suivant le règne de Nynetjer. Cependant, des égyptologues tels que Jean-Philippe Lauer, Pierre Lacau et Ilona Regulski appellent à la prudence dans la lecture correcte des inscriptions. Surtout le signe de l'oiseau au sommet de la maison Ka pourrait aussi représenter une hirondelle, ce qui ferait que l'inscription serait lue comme Ouer-sa-hut-Ka (grande protection de la maison Ka). Ilona Regulski préfère la lecture comme une Horus-oiseau, bien qu'elle ne la voit pas explicitement comme le nom d'un roi. Elle date les inscriptions à la fin du règne de Khâsekhemouy.

## Sépulture
Le lieu de sépulture d'Horus Sa est inconnu. Nabil Swelim associe Horus Sa à l'enceinte inachevée de Gisr el-Mudir à l'ouest de Saqqarah. Cette hypothèse n'est pas acceptée et le Gisr el-Mudir a été attribué à divers rois de la IIe dynastie, en particulier Khâsekhemouy. Alternativement, l'égyptologue Joris van Wetering a proposé que la tombe de la galerie utilisée par le grand prêtre d'Aton, Méryrê-Méryneith, à Saqqarah-Nord, était à l'origine celle d'Horus Sa, puisqu'une inscription Ḥwt-kȝ Ḥrw-sȝ fut trouvée dans le voisinage immédiat de la tombe,,.